# Іващенко Ярослав Юрійович
Яросла́в Ю́рійович Іва́щенко — старший солдат Збройних сил України, учасник російсько-української війни.
В ході боїв з терористами зазнав поранень, лікувався в Київському військовому госпіталі.

## Нагороди
20 червня 2014 року — за особисту мужність і героїзм, виявлені у захисті державного суверенітету та територіальної цілісності України, вірність військовій присязі під час російсько-української війни, відзначений — нагороджений орденом «За мужність» III ступеня.